# Saint-Genix-sur-Guiers
Saint-Genix-sur-Guiers es una comuna francesa situada en el departamento de Saboya, en la región Auvernia-Ródano-Alpes.

## Demografía
| 1 606 | 1 538 | 1 586 | 1 692 | 1 735 | 1 817 | 2 133 | 2 384 |
| Para los censos de 1962 a 1999 la población legal corresponde a la población sin duplicidades (Fuente: INSEE [Consultar]) |       |       |       |       |       |       |       |